# Sister Street Fighter: Hanging by a Thread
Pour plus de détails, voir Fiche technique et Distribution.
Sister Street Fighter: Hanging by a Thread (Onna hissatsu ken: Kiki ippatsu) est un film japonais réalisé par Kazuhiko Yamaguchi, sorti en 1974.

## Fiche technique
- Titre original : Onna hissatsu ken: Kiki ippatsu
- Titre international : Sister Street Fighter: Hanging by a Thread
- Réalisation : Kazuhiko Yamaguchi
- Scénario : Masahiro Kakefuda et Norifumi Suzuki
- Musique : Shunsuke Kikuchi
- Société de production : Toei
- Pays d'origine : Japon
- Format : Couleurs - 2,35:1 - Mono
- Genre : action
- Date de sortie : 1974

## Distribution
- Etsuko Shihomi : Li Hong-Long
- Yasuaki Kurata : Shunsuke Tsubaki
- Tamayo Mitsukawa : Li Bai-Lan
- Michiyo Bandô : Kotoe Fujita
- Hisako Tanaka : Wang Mei-Li
- Hideo Murota : Kazushige Osone
- Osamu Kaneda : Konosuke Mayuzumi
- Rikiya Yasuoka : Genjuro Ranai